# Luís Augusto Perestrelo de Vasconcelos
Luís Augusto Perestrelo de Vasconcelos e Sousa ComC • CvA • CvNSC (Lisboa, Santa Engrácia, 14 de Janeiro ou 4 de Fevereiro de 1822 – 3 de Janeiro de 1907), 1.º Visconde de São Torquato, foi um militar português.

## Família
Filho de João Perestrelo do Amaral Ribeiro de Vasconcelos Fernandes de Sousa (Lisboa, Santa Engrácia, 17 de Agosto de 1769 – Lisboa, Santa Engrácia, 7 de Agosto de 1841), 5.º Senhor do Morgado do Hespanhol, Moço Fidalgo Cavaleiro da Casa Real com exercício no Paço, Cavaleiro da Ordem de Santiago e Coronel de Milícias, e de sua mulher (Lisboa, Santa Catarina, Oratório do Palácio dos Viscondes de Mesquitela, 2 de Outubro de 1810) D. Ana Joaquina da Costa de Sousa de Macedo (Lisboa, Santa Catarina, 27 de Janeiro de 1779 – Lisboa, Santa Engrácia, 1 de Dezembro de 1852), filha da 2.ª Viscondessa de Mesquitela de Juro e Herdade e irmã do 3.º Visconde de Mesquitela de Juro e Herdade e 1.º Conde de Mesquitela (pai do 3.º Visconde de Mesquitela de Juro e Herdade, 2.º Conde de Mesquitela e 1.º Duque de Albuquerque, do 4.º Visconde de Mesquitela de Juro e Herdade e 3.º Conde de Mesquitela (pai do 5.º Visconde de Mesquitela de Juro e Herdade e 4.º Conde de Mesquitela e do 1.º Conde de Estarreja) e do 1.º Conde de Vila Franca do Campo), do 1.º Visconde da Cunha e 1.º Marquês da Cunha no Brasil e do 1.º Conde da Ilha da Madeira.

## Biografia
Oficial de Infantaria, assentou Praça na Companhia dos Guardas-Marinhas a 25 de Janeiro de 1843, mas passou ao serviço do Exército do ultramar como Alferes, na Província de Cabo Verde. De regresso a Portugal, prestou serviço no Batalhão de Caçadores N.º 8 e como Assistente do Estado-Maior do Comando-Chefe do Exército e foi graduado em Tenente a 29 de Abril de 1851. A 2 de Abril de 1855 passou a servir às ordens do Marechal Duque de Saldanha, Comandante-Chefe do Exército e Ministro da Guerra, que o mandou em missão a Paris, França. Promovido a Tenente Efetivo a 13 de Julho de 1860 e a Capitão a 28 de Dezembro de 1868, passou a prestar serviço no Ministério dos Negócios Estrangeiros a 1 de Junho de 1878, como Adido Militar à Legação de Portugal em Londres, Grã-Bretanha e Irlanda, comissão em que teve as sucessivas promoções a Major a 20 de Agosto de 1879, a Tenente-Coronel a 22 de Fevereiro de 1882 e a Coronel a 31 de Outubro de 1884. Foi reformado no posto de General de Brigada a 7 de Janeiro de 1885.
Foi Fidalgo Cavaleiro da Casa Real, Comendador da Real Ordem Militar de Nosso Senhor Jesus Cristo, Senhor Comendador da Real Ordem de Isabel a Católica de Espanha, Cavaleiro da Real Ordem Militar de São Bento de Avis e Cavaleiro da Real Ordem Militar de Nossa Senhora da Conceição de Vila Viçosa.
O título de 1.º Visconde de São Torquato foi-lhe concedido por Decreto de D. Luís I de Portugal de 25 de Maio de 1870. Usou Armas de Perestrelo plenas, com timbre de Perestrelo e Coroa de Visconde.

## Casamento
Casou em Lisboa, Lapa, a 28 de Outubro de 1858 com Francisca Maria da Conceição Raposo (Brasil, 22 de Outubro de 1818 – Cascais, Alcabideche, 1 de Novembro de 1898), filha de António Coelho Raposo e de sua mulher Rosa Maria da Conceição, sem geração, já viúva do 1.º Barão de São Torquato.